# Sobór Świętej Trójcy w Oulu
Sobór Świętej Trójcy (fiń. Pyhän Kolminaisuuden katedraali) – prawosławna katedra w Oulu, główna świątynia diecezji Oulu; jest jednocześnie cerkwią parafialną. Diecezja Oulu powstała dopiero w 1980 i wchodzi (jako jedna z trzech) w skład Fińskiego Kościoła Prawosławnego. Biskupem diecezjalnym jest od 2002 metropolita Pantelejmon.
Budynek cerkwi został zaprojektowany przez architekta Mikko Huhtelę, i został ukończony w lecie 1957. Duża część ikon ikonostasu pochodzi z cerkwi Ägläjärven kirkko w Korpiselkä, która została oddana Karelii.